# 張離
張 離（ちょう り、生没年不詳）は、五胡十六国時代後趙の人物。

## 生涯
後趙に仕え、尚書に任じられた。
340年10月、幽州に鎮していた燕公石斌は酒に溺れて狩猟に耽ると、これを諫めた主書の礼儀を殺害し、さらに征北将軍張賀度をも殺害しようとした。張賀度が石虎にこの事を報告すると、張離は石虎の命により節を与えられ、騎兵を率いて幽州へ向かい、石斌を捕縛した。石斌は鞭刑三百を加えられ、罷免して邸宅へ謹慎するよう命じられた。また、石斌に親任されていた10人余りが誅殺された。
後に右僕射に任じられた。
342年11月、秦公石韜は石虎から寵愛されていたので、太子石宣はこれを妬んでいた。五兵尚書を領していた張離は石宣に媚びを売ろうと思って「今、諸侯の吏兵は限度を超えています。少しずつ減らしていくべきです。これをもって根本を安泰させるのです」と勧めた。石宣は張離に命じて「秦・燕・義陽・楽平の四公は吏197人、帳下兵200人を置く事とし、それ以下の者は3分の1を置く事を認める。これにより余った兵5万は全て東宮に配備するものとする」と奏させた。これにより諸公は恨み、溝がますます広がった。
345年、関中の統治を任されていた義陽公石鑑（石宣の異母兄弟）は、重い労役や税を課していたので人心を失っており、さらに文武官で長髮な者の髪を抜いて冠纓を作るなど奇行を為した。これを聞いた石虎は激怒し、張離を征西左長史・龍驤将軍・雍州刺史に任じて調査を命じた。張離が関中に赴いて調べた結果、これらが事実であった事が判明すると、石虎は石鑑を更迭して鄴に呼び戻し、石鑑を唆した李松を逮捕した。
349年4月、石虎が逝去し、石世が後を継いだが、まだ幼かった事から母の劉皇太后と太保張豺が政権を握った。張離は鎮軍大将軍・監中外諸軍事に任じられ、張豺の副官となった。  
5月、彭城王石遵は石世の廃立を掲げて挙兵すると、張離は強兵2千を率いて関を斬り、石遵を迎え入れた。石遵は帝位に即くと、石世を廃して譙王に封じ、間もなく殺害した。  